# Joachim Wielandt
Joachim Wielandt, född i mars 1690, död den 18 december 1730, var en dansk publicist. 
Wielandt blev student 1707, sekreterare utan lön i kansliet 1712 och boktryckare 1719. Han utgav först franska, sedan också tyska och danska tidningar samt det första danska litterära veckobladet, Nye Tidender om lærde Sager (1720). Hans danska tidningar kan anses som början till Berlingske Tidende, då hans änka sålde tidningsprivilegiet till boktryckaren E.H. Berling; däremot ägde hans lärda tidningar bestånd, om än i växlande form, ända till 1836. Han utgav även Samling af smukke og udvalgte danske Vers (i 14 band, 1725–1728).